# Al Wasl Tower
Al Wasl Tower, en français Tour Al Wasl,  est un gratte-ciel en construction à Dubaï aux Émirats arabes unis. Il s'élèvera à 302 mètres pour 63 étages. Son achèvement est prévu pour 2021.
La construction de cette tour a été confiée à UNStudio en collaboration avec Werner Sobek, en vue d'une présentation lors de l'Expo 2020. Le signe distinctif de cette tour est son mouvement de rotation. Elle est située entre l'avenue Sheikh Zayed et la célèbre tour Burj Khalifa, haute de 828 m.  ELle accueille des appartements, des bureaux, un hôtel.
La céramique qui sert de matériau de revêtement protège des rayons du soleil ; l'inclinaison de ces éléments céramiques est de 13°. La tour Al Wasl est le plus haut édifice du monde utilisant de la céramique sur sa façade ; la céramique est matériau traditionnel dans le pays, il est mis ici au service d'une architecture moderne. La nuit, un éclairage LED illumine ces éléments en céramique. «Des panneaux photovoltaïques placés à proximité de la tour servent de source d'énergie pour l'éclairage de la façade».